# Sprachreferendum in Lettland 2012
| Ja 100,0–90,0 % 89,9–80,0 % 79,9–70,0 % 69,9–60,0 % 59,9–50,0 % | Nein 50,0–59,9 % 60,0–69,9 % 70,0–79,9 % 80,0–89,9 % 90,0–100,0 % |

Kommunen, die dafür (grün) und dagegen (rot) gestimmt haben:

Ein Referendum über die Amtssprache Lettlands (tautas nobalsošana par likumprojektu „Grozījumi Latvijas Republikas Satversmē“) wurde am 18. Februar 2012 durchgeführt. Die vorgeschlagenen Änderungen der Paragraphen 4., 18., 21., 101. und 104. der Verfassung hatten alle denselben Inhalt: die Anerkennung des Russischen als zweite Amtssprache neben dem Lettischen. Die Zusätze wurden bei einer Wahlbeteiligung von 70 % aller Wähler mit 75 % Nein-Stimmen abgelehnt, womit Lettisch einzige Amtssprache des Landes bleibt.
Im Falle einer Annahme des Referendums wäre das Russische automatisch zu einer Amtssprache der Europäischen Union geworden.

## Hintergrund
Laut Census im Jahr 2000 war Russisch die Muttersprache von 37,5 % und Zweitsprache von 43,7 % der Wohnbevölkerung Lettlands. Ein Gesetz aus dem Jahr 2000 definiert Russisch als „ausländische Sprache“. Zur Erlangung der lettischen Staatsbürgerschaft ist eine Sprachprüfung in Lettisch notwendig. Dies gilt auch für die große, überwiegend im Land geborene russische Minderheit.
Als Folge gibt es im Land etwa 290.000 (März 2011 – 14,1 % aller Einwohner) sogenannte Nichtbürger. Es handelt sich um überwiegend russischsprachige Menschen, die weder die lettische noch eine andere Staatsbürgerschaft haben. Diese Gruppe ist z. B. auch nicht wahlberechtigt und durfte sich entsprechend nicht am Referendum beteiligen. Nach Lettlands Unabhängigkeit 1991 erhielten nur diejenigen Bewohner, die bereits vor 1940 (also vor der sowjetischen Besetzung) im Land lebten, sowie deren Nachkommen automatisch die lettische Staatsbürgerschaft. Alle anderen mussten, um die Staatsbürgerschaft zu erlangen, in einem Einbürgerungstest ausreichende Kenntnisse der lettischen Sprache, der Kultur und der Geschichte des Landes nachweisen. Diese Regelungen sind dauernder Konfliktstoff mit dem Nachbarn Russland.

## Ergebnisse
|                           | Abgegebene Stimmen | % der abgegebenen Stimmen | % der gültigen abgegebenen Stimmen | % der Stimm- berechtigten gesamt |
| ------------------------- | ------------------ | ------------------------- | ---------------------------------- | -------------------------------- |
| Ja                        | 273 347            | 24,88 %                   | 24,96 %                            | 17,71 %                          |
| Nein                      | 821 722            | 74,80 %                   | 75,04 %                            |                                  |
| Gültige Stimmen gesamt    | 1 095 069          | 99,68 %                   | 100,00 %                           |                                  |
| Ungültig                  | 3 524              | 0,32 %                    |                                    |                                  |
| Abgegebene Stimmen gesamt | 1 098 593          | 100,00 %                  |                                    |                                  |
| Stimmberechtigte          | 1 543 786          |                           |                                    |                                  |
| Wahlbeteiligung           | 70,73 %            |                           |                                    |                                  |